# 이희호
이희호(李姬鎬, 1922년 9월 21일~2019년 6월 10일)는 대한민국의 제15대 대통령 김대중의 두 번째 배우자이며 정치인 가문의 일원이다. 본관은 전주(全州)이다.

## 생애
이희호 여사는 1922년 9월 21일 경성부 수송정에서 아버지 이용기와 어머니 이순이의 딸로 태어났다. 이용기는 한국 의사 면허 4호 의사로 남원도립병원장, 포천도립병원장 등을 역임하였다. 어머니 이순이는 한의사 집안의 딸이었다. 7남 2녀 중 장녀였다.
이화고등여학교, 이화여자전문학교를 졸업하였다. 1946년 서울대학교 사범대학 영문과에 입학하였으나 2학년 때 교육학과로 전과하여 수학한 후 1950년 교육학 학사 학위를 취득하였다.
서울대학교를 졸업한 해에 한국전쟁이 일어났고 피난살이의 와중에도 이태영, 김정례 등 1세대 여성운동가들과 함께 대한여자청년단(1950년), 여성문제연구원(1952년) 등을 잇따라 창설해 왕성한 활동을 벌였다. 1951년 부산 피난 시절 모임에서 이희호는 해운회사 사장 김대중을 처음 만났다. 미 공군에 근무하던 감리교 크로 목사의 주선으로 1954년 미국 유학길에 올랐다.
이희호는 대한여자청년단 간부 김정례를 통해 김대중을 처음 만났는데, 김정례는 1·4 후퇴 때 서울의 피란민들을 배로 후송하려고 인천으로 데리고 갔고 거기서 피란민을 싣고 갈 배의 주인이 김대중이었다. 김정례는 김대중에게 피란민들을 부탁하고 부산에 오게 되면 한번 만나자고 했고 뒤에 부산으로 사업 거점을 옮긴 김대중은 김정례를 찾았는데, 김정례는 김대중과 만나는 자리에 대한여자청년단 간부들과 함께 나왔고 그 간부들 중에 이희호가 있었다.
서울의 대학생 모임이었던 '면학동지회'는 1951년 피란지 부산에서 다시 모였는데 33명으로 시작한 면학동지회는 전쟁이 나는 바람에 후속 회원을 뽑지 못했고 대다수가 대학을 졸업하고 사회인이 되었기 때문에 '면학동지회'는 이름을 '면우회'로 고치고 외부인도 받아들였다. 면우회는 한 달에 한번씩 모였고 김대중은 면우회가 외부인에게도 개방하면서 면우회에 들어올 수 있었다. 한 달에 한번씩 열린 그 모임에서 이희호와 김대중은 시국, 인생 등에 대해 토론하며 서로에 대한 신뢰를 쌓았다.
미국 램버스 대학교(1954년~1956년)에서 사회학 학사 학위를 취득한 후 스카릿 대학교 대학원(1956년~1958년)에서 사회학 석사 학위를 취득하였다. 1958년 미국에서 귀국 한 후 이화여자대학교 사회사업학과 강사가 되었고 여성문제연구원 간사, YWCA 총무, 한국여성단체협의회 이사 직 등을 역임하였다.
미국 유학을 다녀와 YWCA 총무로 일하며 여성계 지도자로 자리잡아가고 있던 시점인 1962년 5월 41세의 나이로 39세의 정치 낭인 김대중과 결혼(초혼)하였고 다음 해인 1963년 11월에 아들 김홍걸을 낳았다. 이희호는 감리교인이었고 김대중은 천주교인이었지만 서로의 신앙을 존중하는 관계였다. 이희호는 김대중이 선거에서 여러 번 떨어지고 가산도 탕진한 인물이었지만 민주주의와 통일에 대한 신념을 높이 평가하여 배우자로 선택하였다.
이후 김대중의 정치 활동을 돕는 한편 공덕귀, 이우정 등과 함께 민주화 운동에도 참여하였다. 1980년 김대중이 내란음모 혐의로 사형을 선고받자 옥바라지를 하였고 그 때 주고받은 편지가 후에 책으로 출판되었다.
좋은 학벌과 왕성한 사회 활동을 통해 형성된 이희호의 재야·여성계·학계·기독교계 인맥은 고졸 출신 김대중의 정치 활동에 큰 힘이 되었다. 유학 시절 쌓은 영어 실력과 영문 타자 솜씨, 서구식 매너 또한 정치 활동의 자산이었다. 이희호는 김대중이 곤경에 처할 때마다 세계 각지의 유력인사들에게 유려하고 호소력 짙은 편지를 보내 구명 운동을 펼쳤고 김대중의 미국 망명 생활에도 결정적인 도움을 주었다.
1997년 12월에 김대중이 대한민국 제15대 대통령으로 당선되면서 1998년 2월 25일부터 2003년 2월 24일까지 청와대에서 생활하였다. 김대중 정부에서 대한민국 최초로 행정부에 여성부가 설치되는 데 역할을 하였다.
2002년 5월 유엔 의장국 대한민국의 대표로서 유엔 총회에 참석하였는데, 김대중을 대신해 참석한 이 총회에서 의장으로서 회의를 주재하고 기조연설을 한 최초의 여성이었다.
2009년 11월에 자서전 《동행》을 발간하였다.
2019년 6월 10일 23시 37분에 서울특별시 서대문구 신촌동 세브란스 병원에서 향년 98세를 일기로 노환으로 별세하였다. 장례는 4일 사회장으로 치러졌으며 6월 14일에 동작구 동작동 국립서울현충원에 있는 남편 김대중 전 대통령 곁에 안장되었다.
이희호는 별세하기 전 유언을 통해 "하늘나라에 가서 우리 국민을 위해, 민족의 평화통일을 위해 기도하겠다"고 밝혔다. 
생전에 변호사가 입회한 가운데 세아들의 동의를 받아 유언장을 작성했다고 김대중 평화센터 김성재 상임이사가 6월 11일 발표문을 통해 공개했다. 
이어 "우리 국민들께서 남편 김대중 대통령과 저에게 많은 사랑을 베풀어주신 것에 대해 감사하다"며 "우리 국민들이 서로 사랑하고 화합해 행복한 삶을 사시기를 바란다"고 기원하며  "동교동 사저를 '대통령 사저 기념관'(가칭)으로 사용하도록 하고 노벨평화상 상금은 대통령 기념사업을 위한 기금으로 사용하라"고 유언했다.

## 기타
- 역대 대한민국의 대통령 배우자 중 1992년에 서거한 프란체스카 도너에 이어 2번째로 최장수를 하였고 91세를 일기로 서거한 프란체스카보다 5년을 더 살아오게 되어서 현재 대한민국 대통령 배우자 중 최장수를 기록하게 되었다.

- 이희호 여사의 가문에는 고용된 메이드가 4명이 있었는데, 그 메이드 중 한 명이 2008년에 1100만원짜리 에르메스 식기를 깨트리기도 했지만 이를 용서해주었다고 한다. 선한 성품을 지낸 여사로 알려져 있다.

## 논란

### 차명재산 국외도피
2011년 7월 18일 국가정보원은 이희호가 2007년부터 자금을 중국으로 도피하는 정황이 포착되고 있다고 내부 보고서에 기재했다. 이희호는 2007년부터 40차례에 걸쳐 중화인민공화국을 방문하였는데, 이는 2006년 4월 이희호의 배우자인 김대중의 비자금으로 추정되는 자금을 미국 정부에서 조사하려는 움직임을 보이자 관련 자금 도피를 위한 것으로 파악했다.

### 과잉 경호 논란
대통령경호처에서 경호를 계속해야 하는지를 둘러싸고 논란이 있었다. 대통령경호법에 대해 청와대와 김진태 자유한국당 국회의원이 서로 다른 해석을 내놓았기 때문이다. 김 의원은 "현행법에 따라 이 여사에 대한 대통령 경호처의 경호는 2018년 2월 24일 종료됐어야 한다"며 대통령경호처의 경호를 중단하고 관련 업무를 경찰에 넘길 것을 요구했다. 현행법은 퇴임 후 10년(4조 1항 3호에 따라), 요청이 있을 경우 추가 5년(4조 3항에 따라)을 경호할 수 있도록 규정하고 있는데, DJ가 2003년 퇴임한 뒤 15년이 지나 2018년 2월 24일로 경호 기간은 끝난 상태이다. 더군다나 김영삼 전 대통령의 배우자인 손명순 여사는 당시 경호 규정에 따라 7년 동안 경호를 받은 뒤 경찰로 이관된 바 있어서 차별 논란이 생겼다. 반면 청와대는 "처장이 경호가 필요하다고 인정하는 국내ㆍ외 요인에 대해 경호처가 경호할 수 있다"(1항 6호)는 조항을 근거로, 이희호 여사에 대한 경호를 계속할 수 있다고 결론을 내렸다. 이 논란에 대해 법제처는 청와대의 편을 들어주었다. 법제처는 이희호 여사에 대한 경호를 계속할 수 있다는 유권해석을 청와대에 회신했다.

## 학력
- 서산공립보통학교 졸업
- 이화고등여학교 졸업
- 이화여자전문학교 졸업
- 서울대학교 사범대학 교육학 학사
- 램버스 대학교 사회학 학사
- 스카릿 대학교 사회학 석사

## 저서
- 나의 사랑, 나의 조국
- 이희호의 "내일을 위한 기도"
- 옥중서신
- 동행

## 가족
- 증조부: 이준수(子濬秀, 1837~1897)
- 증조모: 경주 김씨(慶州 金氏, 1839~?)
  - 조부: 이혁(李赫, 1860~1931)
  - 조모: 김해 김씨(金海 金氏, 1862~?)
    - 아버지: 이용기(李龍基) - (1893~1964, 의사, 포천도립병원장 역임)
    - 고모: 이봉경(李鳳卿)
    - 고모: 이은경(李恩卿)
    - 작은아버지: 이성기(李星基)
    - 고모: 이숙경(李淑卿)

  - 외할아버지: 이명선(李明善)
    - 외삼촌: 이원순(1890~1993)
    - 외숙모: 이매리(1903~1983)
    - 어머니: 이순이(1894~1940)
      - 오빠: 이강호(李康鎬),증권협회회장 역임 
        - 조카: 이형택

      - 오빠: 이경호(李經鎬),의사 
        - 조카: 이영작

      - 오빠: 이태호(李台鎬)
      - 여동생: 이영호(李英鎬,본명 이광자)
      - 남동생: 이상호(李商鎬) - 기업인(2004년 이권 청탁을 했으나 집행유예되었다.)

    - 남동생: 이철호(李喆鎬)
    - 남동생: 이성호(李聖鎬,1931~2016) - 정치인(김대중의 정치적 측근이자 평민당 활동을 도왔다.)
    - 이선호
    - 시아버지: 김운식(1894~1974)
    - 시어머니: 장수금(1892~1972)
      - 남편: 김대중(대한민국의 제15대 대통령)
        - 아들: 김홍걸

## 대중 매체

### 드라마
- 정애리 - (SBS) 삼김시대
- 김미숙 - (MBC) 제2공화국
- 연운경 - (MBC) 제5공화국

### 영화
- 배종옥 - 킹메이커[19]

## 같이 보기
| - 계훈제 - 김대중 - 김홍걸 - 김홍일 - 김홍업 | - 차용애 - 장영자 - 한명숙 |  |